# Semaprochilodus varii
Semaprochilodus varii és una espècie de peix de la família dels proquilodòntids i de l'ordre dels caraciformes.

## Morfologia
- Els mascles poden assolir 28 cm de longitud total.[4][5]

## Reproducció
És sexualment madur quan assoleix els 22 cm de llargària.

## Hàbitat
És un peix d'aigua dolça i de clima tropical.

## Distribució geogràfica
Es troba a Sud-amèrica: conca del riu Maroni.